# ساحرة بورتوبيللو
ساحرة بورتوبيللو (بالبرتغالية:A Bruxa de Portobello) هو عمل خيالي للمؤلف البرازيلي باولو كويلو تم نشره عام 2006. تدور حول فتاة تعيش في ترانسيلفانيا لأم غجرية تركتها يتيمة وبعدها تم تبنيها من قبل زوجين لبنانيين.

## الأسلوب
تبدأ الرواية بموت الشخصية الرئيسية «أثينا» وتتم رواية القصة من وجهة نظر الناس الذين عرفوها، أمّها المتبّنية، زوجها السابق، صحفي يحضر بحثاً عن مصاصي الدماء، كاهن، صاحب ملكها، معلّم خط اليد، مؤرخ وممثلة. كل منهم يقدم وجهة نظر مختلفة عنها.

## الموضوع
في هذا الكتاب، يعمل كويلو مع إعادة ظهور دين الإلاهة، تفسير الحب، والوجه الأنثوي ضمن موضوع بحث عن نفسه الحقيقية وانفتاحها على طاقات العالم.
يلمّح كويلو أيضاً بطريقة سلسلة وسرية إلى القضايا الحالية، مثل الجريمة، الطوائف، نقاش ضدّ المسيحية والكاثوليكية، حيث تلتئم المواضيع الأصلية لتشكيل قصّة امرأة «من القرن الثاني والعشرون تعيش في القرن الحادي والعشرون».

## قراءة أوسع
- الفصل الأول من ساحرة بورتوبيللو نسخة محفوظة 24 أغسطس 2007 على موقع واي باك مشين.

ولد باولو كويلو في ريو دي جانيرو عام 1947. قبل أن يتفرغ للكتابة، كان يمارس الإخراج المسرحي، والتمثيل وعمل كمؤلف غنائي، وصحفي. وقد كتب كلمات الأغاني للعديد من المغننين البرازيليين أمثال إليس ريجينا، ريتا لي راؤول سييكساس، فيما يزيد عن الستين أغنية. ولعه بالعوالم الروحانية بدء منذ شبابه كهيبي، حينما جال العالم بحثا عن المجتمعات السرية، وديانات الشرق. نشر أول كتبه عام 1982 بعنوان «أرشيف الجحيم»، والذي لم يلاق أي نجاح. وتبعت مصيره أعمال أخرى، ثم في عام 1986 قام كويلو بالحج سيرا لمقام القديس جايمس في كومبوستيلا. تلك التي قام بتوثيقها فيما بعد في كتابه «الحج». في العام التالي نشر كتاب «الخيميائي»، وقد كاد الناشر أن يتخلي عنها في البداية، ولكنها سرعان ما أصبحت من أهم الروايات البرازيلية وأكثرها مبيعا. حاز على المرتبة الأولى بين تسع وعشرين دولة. ونال على العديد من الأوسمة والتقديرات.

## وصلات خارجية
- آراء القراء على موقع أبجد حول رواية ساحرة بورتوبيللو
- صفحة رواية ساحرة بورتوبيللو على موقع جود ريدز